# Osychky
Osychky  (ucraniano: Осички) es una localidad del Raión de Podilsk en el Óblast de Odesa de Ucrania. Según el censo de 2001, tiene una población de 2531 habitantes.